# Celina Chludzińska Borzęcka
Celina Chludzińska Borzęcka (Antowil, Bielorrusia, 29 de octubre de 1833 - Cracovia, 26 de octubre de 1913) fue una religiosa católica polaco bielorrusa, fundadora de las Hermanas de la Resurrección de Nuestro Señor Jesucristo, venerada como beata en la Iglesia católica.

## Biografía
Celina Chludzińska Borzęcka nació en la localidad polaca de Antowil (hoy parte de Bielorrusia), el 29 de octubre de 1833. En 1853 se trasfirió a Vilna (hoy capital de Lituania) y se casó con Joseph Borzęcki, con quien tuvo cuatro hijos. Al enviudar, en 1875, Chludzińska se trasladó a Roma, donde conoció a los fundadores de la Congregación de la Resurrección. Con ayuda de uno de ellos, el sacerdote Piotr Semenenko, quien fue su director espiritual, decidió fundar la rama femenina del instituto.
Celina inició comenzó a vivir en comunidad, con un grupo de candidatas para dar inicio a la nueva congregación. Entre las primeras religiosas se encontraba también su hija Edvige Borzęcki. El 6 de enero de 1891, el primer grupo de hermanas profesó sus votos religiosos de castidad, pobreza y obediencia, con la aprobación del cardenal vicario para la ciudad de Roma, Lucido Parocchi. En 1911, Celina fue elegida superiora general vitalicia. El instituto se expandió rápidamente en los países de Europa Oriental y en los Estados Unidos, donde ejercían el fin específico de los resurreccionistas, la atención de los inmigrantes polacos, principalmente en el campo de la educación y el cuidado pastoral. Celina murió el 26 de octubre de 1913, durante la visita canónica que como general hacía a la comunidad de Cracovia.

## Culto
La causa para la beatificación y canonización de Celina Chludzińska fue introducida en la diócesis de Roma el 14 de abril de 1964, con la aprobación del papa Pío XII. El 11 de febrero de 1982, el papa Juan Pablo II la declaró venerable, mientras que el papa Benedicto XVI la beatificó el 27 de octubre de 2007. La ceremonia de beatificación fue presidida por el cardenal Angelo Amato en la basílica de San Juan de Letrán.
La memoria de la beata Celina Chludzińska es recordada en el Martirologio romano el 26 de octubre, día en que la Iglesia católica, en especial la Familia resurreccionista, celebra su fiesta.